# Peperomia infravillosa
Peperomia infravillosa är en pepparväxtart som beskrevs av William Trelease. Peperomia infravillosa ingår i släktet peperomior, och familjen pepparväxter. Inga underarter finns listade i Catalogue of Life.